# Episodi di T. and T. (terza stagione)
| nº | Titolo originale              | Titolo italiano              | Prima TV USA     | Prima TV Italia |
| -- | ----------------------------- | ---------------------------- | ---------------- | --------------- |
| 1  | Cracked                       | Operazione droga             | 6 gennaio 1990   |                 |
| 2  | Hargrove's Call               | Senso del dovere             | 13 gennaio 1990  |                 |
| 3  | Halfway to Nowhere            | Roman e Sissy                | 20 gennaio 1990  |                 |
| 4  | Cry Wolf                      | Al lupo al lupo              | 27 gennaio 1990  |                 |
| 5  | Decker's Ex                   | L'ex moglie di Deker         | 3 febbraio 1990  |                 |
| 6  | Take My Life, Please          | La mafia per nemica          | 10 febbraio 1990 |                 |
| 7  | A Lesson in Values            | Il testamento di Gerald      | 17 febbraio 1990 |                 |
| 8  | The Mysterious Mauler         | Lo strapazzatore misterioso  | 24 febbraio 1990 |                 |
| 9  | Movie Madness                 | Siamo tutti attori           | 3 marzo 1990     |                 |
| 10 | Silent Witness                | Testimone silenzioso         | 10 marzo 1990    |                 |
| 11 | A Place in History            | Un posto nella storia        | 17 marzo 1990    |                 |
| 12 | Terri’s Flame Thief Of Hearts | Ladro di cuori               | 24 marzo 1990    |                 |
| 13 | The Curse                     | La maledizione dello zingaro | 31 marzo 1990    |                 |
| 14 | Mr. Big                       | Mr. Big                      | 7 aprile 1990    |                 |
| 15 | Butler Duet                   | Turner Maggiordomo           | 14 aprile 1990   |                 |
| 16 | TV Turner                     | L'eroe dimenticato           | 21 aprile 1990   |                 |
| 17 | Nightmare                     | Incubi                       | 28 aprile 1990   |                 |
| 18 | Suspect                       | Sospetto                     | 5 maggio 1990    |                 |
| 19 | Turner's Tale                 | Morale della favola          | 12 maggio 1990   |                 |
| 20 | Wild Willy and the Waves      | Willy il Selvaggio           | 19 maggio 1990   |                 |
| 21 | The Little Prince             | In cerca di un amico         | 26 maggio 1990   |                 |